# Perifrasi progressiva
La perifrasi progressiva è un costrutto grammaticale che indica un'azione in fase di svolgimento in un determinato momento
- Adesso sto studiando

## La perifrasi progressiva in italiano

### Generalità
La perifrasi progressiva viene resa nella lingua italiana attraverso l'uso del verbo fraseologico stare, accostato a un verbo coniugato al gerundio: Stiamo andando a fare la spesa. Anche se nell'esempio sarebbe corretto l'uso di una forma come quella del presente (andiamo a fare la spesa), la perifrasi progressiva ha il vantaggio di indicare il momento focalizzato con specifica esattezza.
Il verbo stare può essere coniugato con diversi tempi semplici del sistema verbale italiano, soprattutto con l'imperfetto (stavamo andando a fare la spesa) oppure con le forme semplici del congiuntivo (si pensava che stessimo andando a fare la spesa) o del condizionale (starei andando a fare la spesa). Il modo imperativo non è compatibile con questa costruzione.
I pronomi clitici possono essere sia anteposti alle forme dell'ausiliare, sia posposti alla forma del gerundio: in pratica, a sto lavandomi può corrispondere il più comune mi sto lavando.
In tempi più antichi, la perifrasi progressiva si formava anche con il verbo essere.
La perifrasi si ritrova con la stessa struttura anche in spagnolo. Esiste una struttura simile anche in francese. In inglese corrisponde al tempo verbale definito present continuous. 

### Strutture simili: la perifrasi continua
Una forma alternativa, la perifrasi continua, si ottiene con il verbo andare:
- Il tempo va migliorando sensibilmente.

Questo costrutto indica che l'avvenimento in corso è destinato a progredire ancora. A differenza della perifrasi costruita con il verbo stare, quella formata con il verbo andare può essere formata anche con l'uso dei tempi composti come il passato prossimo:
- Il tempo è andato man man migliorando.

Più raramente, si può formare una perifrasi con il verbo venire (il tempo viene migliorando).

## Perifrasi in lingua francese
La frase italiana sto bevendo qualcosa si può esprimere in francese come segue
- Maintenant, je suis en train de boire quelque chose.

In francese, il verbo être en train va coniugato e seguito dalla preposizione de che introduce il verbo all'infinito.

## Perifrasi in lingua inglese
La frase italiana sto bevendo qualcosa viene espressa in inglese utilizzando il present continuous come segue
- Now I'm drinking something

In inglese, si usa il verbo to be (essere) seguito dal participio presente. Sono possibili anche combinazioni con to be nelle forme composte.

## Perifrasi in lingua castigliana
La frase italiana sto bevendo qualcosa si può esprimere in spagnolo come segue
- Estoy bebiendo algo.

Anch'essa utilizza il gerundio, accompagnato da estar.